# 黄码镇
黄码镇，原为黄码乡，是中华人民共和国江苏省淮安市清江浦区下辖的一个乡镇级行政单位，古称黄码头，北依京杭大运河，位处古淮阴、淮安之间，全乡得人口2.9万人，下辖8个村，148个村小组，土地广阔，资源丰富，交通便捷，工农业较发达，特别盛产青椒、芹菜等温室大棚蔬菜，远销全国，盐化工、针织品等产业蓬勃兴起。因靠近古城楚州，周恩来纪念馆、吴承恩故居等旅游景点近在咫尺，陈家庄、金牛岗、锣鼓墩等历史遗存在此，淮扬美食更是享誉海内外，国家级农业科技示范园、省级外向型农业开发区均座落在其中，黄码已成为闻名的“蔬菜之乡”、“建筑之乡”、“平安乡镇”。
2018年12月1日，撤销盐河镇、黄码乡，设立黄码镇。以原黄码乡的黄码、运西、邱庄、三乐、周陈、严卓、运南7个村委会和原盐河镇的杨庙、甘露、姚湾、盐河、大李、谢碾、渠北、官庄、胡庄、朱桥、宋潮11个村委会区域为黄码镇行政区域。黄码镇人民政府驻邱庄村境内，办公地址为武黄路28号。

## 行政区划
黄码镇下辖以下地区：
运西村、运南村、吴圩村、严卓村、周陈村、三乐村、邱庄村和黄码村。